# Marianne Mörck

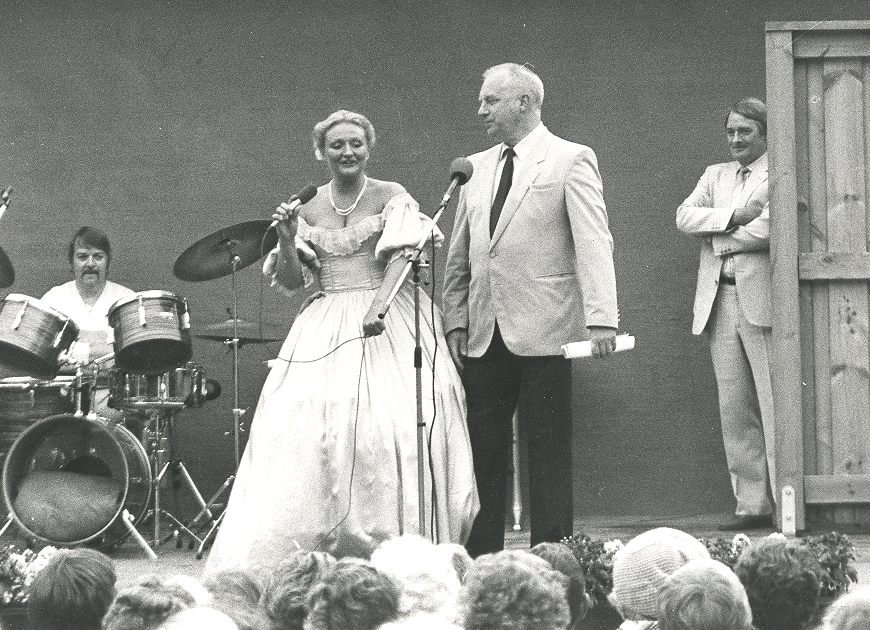
Marianne Mörck under en Granbackekväll i Arlöv 1984.

Gun Iris Marianne Mörck, född 2 september 1949 i Göteborg, är en svensk skådespelare, sångare och regissör.

## Karriär

### På scenen
Marianne Mörck är utbildad vid scenskolan i Göteborg och blev därigenom engagerad i kören på Stora Teatern. Hon sjöng i kören när Scandinavium invigdes 1971 och Birgit Nilsson hade titelrollen i Turandot. 1977 kom Marianne Mörck till Malmö stadsteater där hon har medverkat i ett fyrtiotal uppsättningar i allt från dramatiska talroller till stora operaproduktioner.
Hon har spelat titelrollen i Carmen, Eliza i My Fair Lady, Maja Gräddnos i Pelle Svanslös, Sally Bowles i Cabaret, Madame Thénardier i Les Misérables, Giovanna i Rigoletto och Maria i Sound of Music. Mörck medverkade även som påfågel i Tage Danielssons musikal Animalen 1981 och gjorde rollen som Fina-Kajsa i Kristina från Duvemåla från 1995. 2010 medverkade hon i musikalen Romeo & Julia på Göta Lejon i Stockholm.
På Fredriksdalsteatern i Helsingborg har Mörck spelat i tre föreställningar: 2002 som den hysteriska Agda Lindhagen i Hon jazzade en sommar, 2008 som grevinnan Falkenvråk i Rabalder i Ramlösa och 2012 som en av de två missförstådda gamla systrarna Abby och Martha Brewster i Arsenik och gamla spetsar.
År 2008 medverkade hon i Arlövsrevyn tillsammans med bland andra Kent Nilsson och Lasse Brandeby.
År 2015 stod hon på scenen vid Gunnebo slottsteater i rollen som Donna Lucia d'Alvadorez i Charleys tant mot Claes Malmberg och Jan Malmsjö. Föreställningen fortsatte till Galateatern i Malmö samma år. 

### Regissör
Mörck var regiassistent för den svenska scenversionen av Abba-musikalen Mamma Mia! i Stockholm 2005, fem år senare regisserade och spelade hon i musikalen Singin' in the Rain i Malmö. Hon har haft regissörsuppdrag på Göteborgsoperan, Malmö Opera och Drottningholms slottsteater. Bland pjäserna kan nämnas Shirley Valentine, August Strindbergs Fordringsägare 1993 och Fröken Julie 1997 och musikalen Allt eller inget som gick i Malmö och på Stockholms stadsteater. Hon har även regisserat operor som Lucia di Lammermoor, Aida, Eugen Onegin, Don Giovanni, Alceste, Cavalleria Rusticana och I Pagliacci samt uppsättningar i Finland, Sydkorea och på Estniska Nationaloperan i Tallinn.

### Film och TV
Marianne Mörck syntes 1982 i TV i humorserien Uppåt väggarna, producerat av Gunnar Bernstrup och Stellan Sundahl. Hon återkom året efter i duons Nya Arvingarna.
Mörck tillsammans med Lars Humble utgjorde mellanakten i Melodifestivalen 1988 då de spelade en snutt av pjäsen My Fair Lady.
Mörck har medverkat i flera filmer av Agneta Fagerström-Olsson och även varit röstskådespelare i tecknade filmer. Hon har spelat i ett flertal Wallander-filmer och 2017–2019 medverkade hon i tre säsonger av dramaserien Bonusfamiljen i Sveriges Television. Hon medverkar i flera svenska Wallanderfilmer.
Hon deltog i tolfte säsongen av Stjärnorna på slottet, som spelades in på Teleborgs slott i Växjö sommaren 2017. Hennes avsnitt sändes i Sveriges Television i januari 2018.
Mörck medverkade i SVT:s barnprogram "Sommarlov" 2019 och 2021, där spelade hon "Kapten Doris". 2021 var hon även årets Sommarskugga.
Hon var julvärd i SVT 2019.

### Övrigt
Tillsammans med sin dåvarande partner Göran Sönnerstedt drev hon parallellt med sitt teaterarbete underhållningskrogen Teaterrestaurangen vid Malmö stadsteater/Malmö Opera under 1980–90-talen.
Den 19 augusti 2017 invigdes en större utställning om hennes livs verksamhet på Teatermuseet i Malmö.
Idag är hon boende i Bunkeflostrand tillhörande Malmö kommun .

## Priser och utmärkelser
- 1988 – Kvällspostens Thaliapris för Lärda fruntimmer
- 1999 – Guldmasken för "Bästa kvinnliga biroll" som Fina-Kajsa i Kristina från Duvemåla
- 2001 – Årets skåning
- 2002 – Malmö stads kulturpris
- 2009 – Sydsvenska Dagbladets kulturpris
- 2014 – Litteris et Artibus
- 2015 – Git Gay-stipendiet
- 2018 – Kvällspostens Edvardpris
- 2018 – Torsten Tegstams stipendiefond
- 2019 – Göteborgs Spårvägars kulturpris
- 2020 – Årets TV-stjärna på QX Gaygala

## Filmografi (urval)
- 1990 – Hjälten
- 1993 – Kärlekens himmelska helvete
- 1996 – Djungeldjuret Hugo - den stora filmhjälten (svensk röst)
- 1996 – Vackert väder
- 1997 – Vildängel
- 1997 – Hammarkullen eller Vi ses i Kaliningrad (TV-serie)
- 1999 – Offer och gärningsmän (TV-serie)
- 1999 – Lusten till ett liv
- 2002 – Svenska slut (TV-serie)
- 2002 – Hottu Doggu
- 2002 – Den förste zigenaren i rymden
- 2005 – Wallander – Innan frosten
- 2006 – Wallander – Mastermind
- 2009 – Wallander – Skulden
- 2010 – Wallander – Indrivaren
- 2013 – Wallander – Den orolige mannen
- 2017 – Happy Street
- 2017 – Stjärnorna på slottet (TV-serie)
- 2017–2019 – Bonusfamiljen (TV-serie)
- 2018 – Sjölyckan (TV-serie)
- 2019 – Min sanning (TV-serie)
- 2023 – Strandhotellet (TV-serie)

## Teater

### Roller (ej komplett)
| År   | Roll                    | Produktion                                                                          | Regi             | Teater                   |
| ---- | ----------------------- | ----------------------------------------------------------------------------------- | ---------------- | ------------------------ |
| 1987 | Mme de Volanges         | Farliga förbindelser (Les Liaisons Dangereuses) Christopher Hampton                 | Kerstin Birde    | Malmö stadsteater        |
| 1990 | Maria von Trapp         | Sound of Music Richard Rodgers, Oscar Hammerstein, Howard Lindsay och Russel Crouse | Danya Krupska    | Malmö Stadsteater        |
| 1997 | Golde                   | Spelman på taket (Fiddler on the Roof) Joseph Stein, Jerry Bock och Sheldon Harnick | Lars Rudolfsson  | Malmö Opera              |
| 2002 | Saraghina               | Nine Maury Yeston                                                                   | Vernon Mound     | Malmö musikteater        |
| 2002 | Agda                    | Hon jazzade en sommar Adde Malmberg, Franz Arnold och Ernst Bach                    | Hans Bergström   | Fredriksdalsteatern      |
| 2003 | Abbedissan              | Sound of Music Richard Rodgers och Oscar Hammerstein                                | Staffan Aspegren | Göteborgsoperan          |
| 2004 | Medverkande             | Land du välsignade Kent Andersson och Anders Wällhed                                | Anders Wällhed   | Helsingborgs stadsteater |
| 2008 | Grevinnan Falkenvråk    | Rabalder i Ramlösa Adde Malmberg och Johan Schildt                                  | Roine Söderlundh | Fredriksdalsteatern      |
| 2011 | Fru Thénardier          | Les Misérables Claude-Michel Schönberg, Alain Boublil och Herbert Kretzmer          | Ronny Danielsson | Malmö Opera              |
| 2012 | Abby                    | Arsenik och gamla spetsar (Arsenic and Old Lace) Joseph Kesselring                  | Ronny Danielsson | Fredriksdalsteatern      |
| 2012 |                         | Here Comes the Sun Klas Abrahamsson                                                 | Ronny Danielsson | Malmö stadsteater        |
| 2014 | Fräulein Schneider      | Cabaret John Kander, Fred Ebb och Joe Masteroff                                     | Hugo Hansén      | Malmö stadsteater        |
| 2014 | Anna Gromeko            | Doktor Zjivago (Doctor Zhivago) Lucy Simon, Michael Korie och Michael Weller        | Ronny Danielsson | Malmö Opera              |
| 2015 | Donna Lucia d'Alvadorez | Charleys tant (Charley's Aunt) Brandon Thomas                                       | Anders Aldgård   | Gunnebo slottsteater     |
| 2016 | Mormor Edna             | Billy Elliot the Musical Lee Hall och Elton John                                    | Ronny Danielsson | Malmö Opera              |
| 2016 | Trish                   | Kinky Boots Cyndi Lauper och Harvey Fierstein                                       | Ronny Danielsson | Malmö Opera              |
| 2019 | Fru Phelps              | Matilda Tim Minchin och Dennis Kelly                                                | Elisabeth Linton | Malmö Opera              |
| 2020 | Mrs Brice               | Funny Girl Jule Styne, Bob Merrill och Isobel Lennart                               | Ronny Danielsson | Malmö Opera              |
| 2021 | Britt-Marie med flera   | Britt-Marie var här Fredrik Backman                                                 | Eva Dahlman      | Riksteatern              |

### Regi (ej komplett)
| År   | Produktion                      | Upphovsmän                        | Teater                 |
| ---- | ------------------------------- | --------------------------------- | ---------------------- |
| 2003 | Allt eller inget The Full Monty | Terrence Mcnally och David Yazbek | Stockholms stadsteater |